# 淺色河馬長頜魚
淺色河馬長頜魚，為輻鰭魚綱骨舌魚目象鼻魚科的其中一種。分布於非洲白尼羅河、尼日河及查德湖流域，棲息於水底，具有發電器官，用來偵測獵物，體長可達30公分，可做為食用魚。